# Municipio de Franklinton
El municipio de Franklinton (en inglés: Franklinton Township) es un municipio ubicado en el  condado de Franklin en el estado estadounidense de Carolina del Norte. En el año 2010 tenía una población de 8.311 habitantes.

## Geografía
El municipio de Franklinton se encuentra ubicado en las coordenadas 36°7′41.48″N 78°25′41.63″O / 36.1281889, -78.4282306.